# 魯比山
47°25′28″N 10°18′55″E / 47.42444°N 10.31528°E

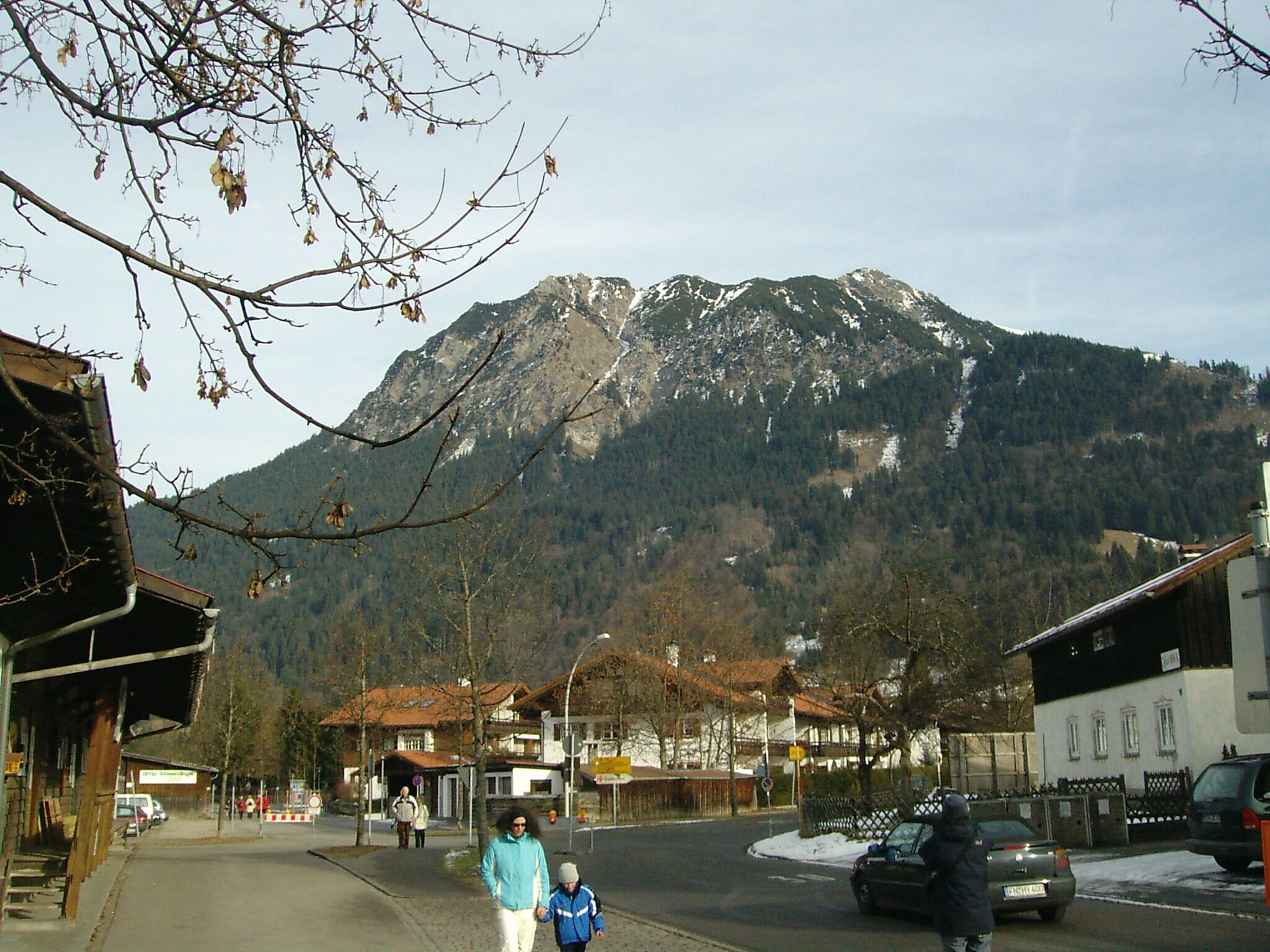

魯比山（德語：Rubihorn），是德國的山峰，位於該國東南部，由巴伐利亞負責管轄，屬於阿爾高阿爾卑斯山脈的一部分，海拔高度1,957米，每年平均降雨量1,730毫米。